# Județul Zastavna (interbelic)
Județul Zastavna a fost o unitate administrativă de ordinul întâi din Regatul României, aflată în regiunea istorică Bucovina. Reședința județului era orașul Zastavna.

## Istoric

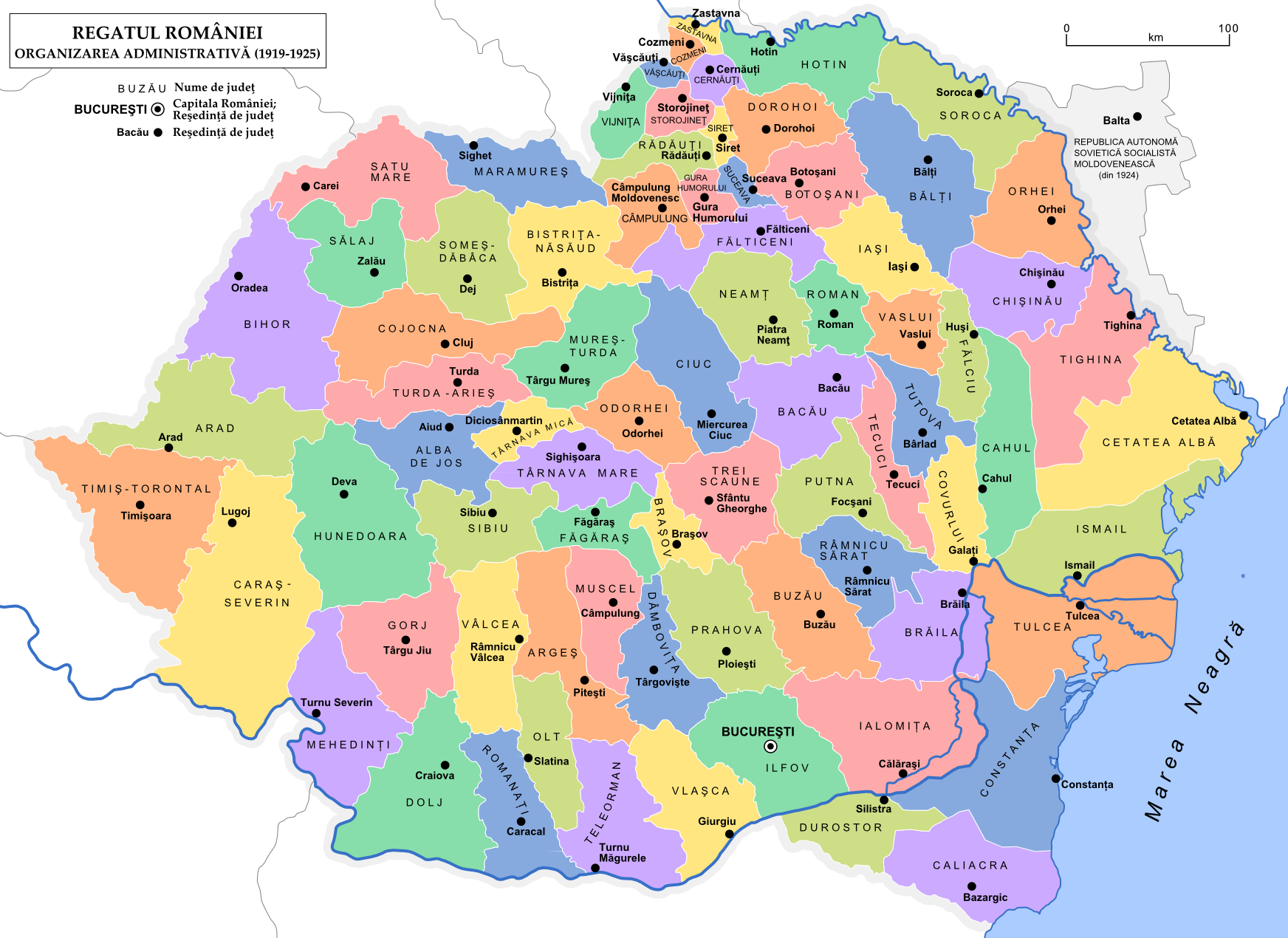
Harta administrativă a Regatului României (1919-1925).

Județul Zastavna a avut o existență efemeră, în perioada 1919-1925. După Unirea Bucovinei cu România din 1918, fostul Ducat al Bucovinei, devenit parte a României Mari, a fost divizat în mai multe județe de dimensiuni reduse față de județele din celelalte regiuni istorice ale țării. Astfel, Bucovina era împărțită în unsprezece județe: Suceava, Câmpulung, Humor, Rădăuți și Siret (în Bucovina de Sud), respectiv Cernăuți, Zastavna, Cozmeni, Storojineț, Vășcăuți și Vijnița (în Bucovina de Nord).
În anul 1925, teritoriul din zona Bucovinei a fost reorganizat din punct de vedere administrativ. Județele Humor, Siret, Zastavna, Cozmeni, Vășcăuți și Vijnița au fost desființate, teritoriile lor fiind înglobate în cele cinci județe rămase. Județul Zastavna a fost inclus în județul Cernăuți. Fosta reședință a județului a devenit comună urbană (oraș) în cadrul județului Cernăuți.